# Der tolle Bomberg (1957)
Der tolle Bomberg ist eine Filmkomödie aus dem Jahr 1957. Die deutsche Produktion entstand unter der Regie von Rolf Thiele. In der Hauptrolle ist Hans Albers zu sehen.

## Handlung
Nach seinem Abschied aus der Armee soll Bomberg, einer der reichsten Männer im Münsterland, ein vor Jahren gegebenes Heiratsversprechen einlösen. Bomberg, der für seinen Schabernack und seine Streiche legendär ist, denkt aber nicht daran und sabotiert die Verlobungsfeier mittels Flöhen. Verärgert verlässt die vergrämte Brautfamilie das Schloss und sinnt auf Rache. Nun werden auch die Verwandten Bombergs aktiv und planen, ihn entmündigen zu lassen, um an seinen Besitz zu gelangen. Dafür wird der junge Arzt Dr. Roland eingeschleust, der vorgibt, Anthropologe zu sein. Der neue Nachbar Kommerzienrat Mühlberg versucht, seine Tochter mit Bomberg zu verkuppeln. Geschickt fädelt Bomberg unterdessen eine Hochzeit mit ihr und seinen vorgetäuschten Tod ein. Durch einen Zufall entdecken Bomberg und Dr. Roland, dass sie Vater und Sohn sind, welcher aus Bombergs verflossener Jugendliebe herrührt. Schließlich werden Dr. Roland, inzwischen von Bomberg als rechtmäßiger Sohn und Erbe anerkannt, und Mühlbergs Tochter ein Paar.

## Produktion
Die Dreharbeiten fanden von Mai bis Juni 1957 statt. Die Außenaufnahmen entstanden auf Schloss Vinsebeck, in Schwalenberg, in Lemgo (am Marktplatz), in Steinheim (Neue Straße) sowie in Göttingen. Zu sehen ist unter anderem die im Jahr der Produktion eingestellte Göttinger Kleinbahn, die im Film zu sehende Dampflok ist allerdings eine nur marginal angepasste Kriegslok HF 110C aus der Zeit des Zweiten Weltkriegs. Die Atelieraufnahmen entstanden im Arca-Filmatelier in Berlin-Pichelsberg. Für die Filmbauten waren Gabriel Pellon und Peter Röhrig verantwortlich. Die Kostüme entwarf Herbert Ploberger.
Die Uraufführung erfolgte am 21. August 1957 in der Schauburg in Münster.

## Kritiken
„In freier Anlehnung an den gleichnamigen Schelmenroman von Josef Winkler verknüpft der Film mit einer Paraderolle für Hans Albers seine Episoden zu einer Kette aus Lustspielklamauk, sarkastischem Witz, Münchhausen-Posse und grober Komik.“